# TOI-1279
TOI-1279 — одиночная звезда в созвездии Большой Медведицы на расстоянии приблизительно 347 световых лет (около 106 парсек) от Солнца. Визуальная звёздная величина звезды — +10,7m. Возраст звезды определён как около 4,2 млрд лет.
Вокруг звезды обращается, как минимум, одна планета.

## Характеристики
TOI-1279 — жёлтый карлик спектрального класса G. Масса — около 0,88 солнечной, радиус — около 0,84 солнечного, светимость — около 0,573 солнечной. Эффективная температура — около 5522 K.

## Планетная система
В 2023 году группой астрономов было объявлено об открытии планеты TOI-1279 b.